# Мария-Луиза Бурбон-Пармска
Вижте пояснителната страница за други личности с името Мария Луиза.
Мария-Луиза Бурбон-Пармска (на италиански: Maria Luisa di Borbone-Parma), родена Мария Луиза Пия Тереза Анна Фердинанда Франциска Антоанета Маргарита Жозефина Каролина Бианка Лукия Аполония Бурбон-Пармска (Maria Luisa Pia Teresa Anna Ferdinanda Francesca Antonietta Margherita Giuseppina Carolina Bianca Lucia Apollonia di Borbone-Parma; * 17 януари 1870, Рим, Кралство Италия; † 31 януари 1899, София, Княжество България), e принцеса на Парма и Пиаченца, първа съпруга на княз Фердинанд I и българска княгиня.

## Произход
Тя е най-голямата дъщеря на Роберто I Бурбон-Пармски (* 1848, † 1907), последният суверенен херцог на Парма и Пиаченца (1854 – 1859), и на съпругата му Мария-Пия Бурбон (* 1849, † 1882), принцеса на Двете Сицилии. Нейни дядо и баба по бащина линия са Карл III Бурбон-Пармски, херцог на Парма и Пиаченца, и принцеса Луиза Мария Тереза Френска, внучка на крал Шарл X, а по майчина – Фердинанд II, крал на Двете Сицилии, и ерцхерцогиня Мария-Тереза Австрийска. Има пет братя и шест сестри:
- Фердинанд (* /† 1871)
- Луиза Мария (* 1872, † 1943), с психични проблеми, неомъжена
- Енрико (* 1873, † 1939), законен претендент за трона на херцогството, глава на семейството от 1907 до 1939 г., умствено недоразвит
- Мария Имаколата (* 1874, † 1914), с психични проблеми, неомъжена
- Джузепе (* 1875, † 1950), законен претендент за трона на херцогството, глава на семейството от 1939 до 1950 г., с психични проблеми
- Мария Тереза (* 1876, † 1959), с психични проблеми, неомъжена
- Мария Пия (* 1877, † 1915), с психични проблеми, неомъжена
- Беатриче (* 1879, † 1946), съпруга на граф Пиетро Лукези Пали
- Елиас (* 1880, † 1959), законен претендент за трона на херцогството, глава на семейството от 1950 до 1959 г., съпруг на ерцхерцогиня Мария Анна Австрийска.
- Мария Анастасия (* / † 1881)
- Август (* 1882, † сл. раждане, от което впоследствие умира и майка му)

Има и шест природени братя и шест природени сестри от втория брак на баща си, сред които императрицата на Австрия Цита и князът на Люксембург Феликс.

## Биография

### Начални години
Неин кръстник е папа Пий IX. Тя е принцеса на Парма и Пиаченца по рождение, въпреки че Херцогство Парма и Пиаченца е присъединено към Сардинското кралство през 1859 г. и нейният баща, който живее в изгнание, носи титлата само номинално. Губи майка си при раждането на последното ѝ дете през 1882 г., а през 1884 г. баща ѝ сключва втори брак с Мария-Антония Браганса.
Мария-Луиза, която е на дванадесет години при смъртта на майка си, е отгледана в Швейцария и в Биариц, Франция, под грижите на английски гувернантки. Владее пет езика, обича да рисува и да изпълнява музика. Талантът ѝ да свири на пиано и на китара е оценен като доста над средния. Тя също така се посвещава на четене и познава творчеството на Данте Алигиери и Джакомо Леопарди, които много харесва.

### Брак
Европейската политика от XIX век диктува принцеса Мария-Луиза да стане полезна на семейството си чрез добър брак. Въз основа на тези принципи баща ѝ договаря брачния ѝ съюз с българския княз Фердинанд Сакскобургготски, син на принц Август фон Сакс-Кобург-Гота и на принцеса Клементина Бурбон-Орлеанска. Годежът е сключен в замъка Шварцау – резиденцията на семейство Бурбон-Парма в Австрия, през август 1892 г. Мария-Луиза и Фердинанд никога не са се срещали преди това. Майката на младоженеца, присъстваща на този повод, описва бъдещата си снаха в писмо до кралица Виктория по следния начин: „За съжаление не е много красива, което е единственият ѝ недостатък, тъй като е очарователна, добра, много остроумна, интелигентна и наистина приятна.“ Бракът между 23-годишната Мария-Луиза и 32-годишния Фердинанд е сключен на 8 април 1893 г. във Вила Пианоре в Камайоре. След девет месеца се ражда престолонаследникът Борис.
Тъй като семейството ѝ е от ревностни католици, те поставят условие пред Фердинанд наследниците им да са католици, а това налага промяна на Търновската конституция.

### Княгиня на България
Мария-Луиза не се занимава с политическа дейност. Тя не е обичана от съпруга си. Фердинанд, нарцистичен и бисексуален мъж, не я намира за привлекателна. Той обаче се погрижва да има деца от жена си, за да укрепи династията си на българския престол. Под настоятелното искане на поданиците си и в стремежа си да получи признание като български суверен от руския император, Фердинанд решава да приеме първородния си син Борис в българското православие. Мария-Луиза, която е бременна, се бори горчиво срещу това решение, подкрепена от свекъра и свекървата си. Тя не приема и трудно преживява преминаването на Борис от католическо в източноправославно вероизповедание от 2 февруари 1896 г., което е условие на руското правителство за подобряване отношенията между Княжество България и Руската империя. Неспособна да попречи на покръстването на Борис, тя заплашва да напусне страната и същия ден тръгва за френския град Болийо. През май 1895 г. тя се връща в България и ражда в София втория си син Кирил, който е кръстен според католическия обред.
През лятото на 1897 г. заминава за Лондон със съпруга си, за да присъства на диамантения юбилей на кралица Виктория, като на следващата година ражда княгиня Евдокия.
През юли 1898 г., заедно със съпруга си и 4-годишния им син Борис, посещава Санкт Петербург, по покана на цар Николай II. Тя се радва на голям успех по време на това посещение.

### Смърт
Разочарованието, което изпитва в личния си живот, съчетано с раждането на четири деца за пет години, отслабва здравето ѝ. Страдаща от пневмония, 29-годишната Мария-Луиза умира на 31 януари 1899 г. в София, ден след раждането на последната си дъщеря Надежда.
Нейният саркофаг е дело на италианския скулптор Томазо Джентиле и под него са изписани последните ѝ думи към Фердинанд: „Умирам, но от небето ще бдя над Вас, над децата ни и над България“. Саркофагът е положен в католическия катедрален храм „Свети Лудвиг“ в Пловдив. През 1908 г. съпругът ѝ се жени за принцеса Елеонора Каролина Гаспарина Луиза, принцеса Ройс цу Кьостриц, която става царица на българите на 5 октомври 1908 г., и през 1947 г. за словашката си камериерка Елжбета Брезак.

## Брак и потомство
∞ 8 април 1893 във Вила „Бурбон деле Пианоре“ в Камайоре, Италия, за Фердинанд I (* 1861, † 1948), княз на България (7 юли 1887 – 22 септември 1908) и цар на българите (1908 – 1918), от когото има двама сина и две дъщери:
- Борис Климент Роберт Мария Пий Лудвиг Станислав Саверий (* 30 януари 1894, София; † 28 август 1943, пак там), бъдещ цар на България като Борис III, ∞ 1930 в Асизи за принцеса Джована Савойска (* 1907, † 2000), от която има син и дъщеря
- Кирил Хайрих Франц Лудвиг Антон Карл Филип (* 17 ноември 1895, София; † 1 февруари 1945, пак там, убит), престолонаследник на българския трон (3 октомври 1918 – 16 юни 1937) и регент на Царство България от 1943 г., неженен.
- Евдокия Августа Филипина Клементина Мария (* 5 януари 1898, София; † 4 октомври 1985, Фридрихсхафен), неомъжена
- Надежда Клементина Мария Пия Майела (* 30 януари 1899, София; † 15 февруари 1958, Алтхаузен), чрез брак херцогиня на Вюртемберг, ∞ 24 януари 1924 за херцог Албрехт-Ойген фон Вюртемберг (* 1895, † 1954), от когото има трима сина и две дъщери.

## Свита
- Графиня дьо Грено, Анна Александрова дьо Сен Кристоф, (Станчова) – оберхоф-майстерина (1896)
- Мария Петрова-Чомакова – почетна госпожица
- Роза Пападопова – почетна госпожица
- Баронеса Паулина Боксберг – Евксиноград (1890)
- Граф дьо Кела – секретар
- Добри Ганчев – придворен учител по български език

## Награди
- Орден „Шефкат“, Османска империя
- Дама на Великия кръст на Ордена на Св. Александър

## Памет
На княгиня Мария Луиза е наречен булевард в София (Карта).

## Генеалогия
|  | Тази страница частично или изцяло представлява превод на страницата Maria Luisa di Borbone-Parma (1870 – 1899) в Уикипедия на италиански. Оригиналният текст, както и този превод, са защитени от Лиценза „Криейтив Комънс – Признание – Споделяне на споделеното“, а за съдържание, създадено преди юни 2009 година – от Лиценза за свободна документация на ГНУ. Прегледайте историята на редакциите на оригиналната страница, както и на преводната страница, за да видите списъка на съавторите. ВАЖНО: Този шаблон се отнася единствено до авторските права върху съдържанието на статията. Добавянето му не отменя изискването да се посочват конкретни източници на твърденията, които да бъдат благонадеждни. |